# 1000-km-Rennen von Paris 1966

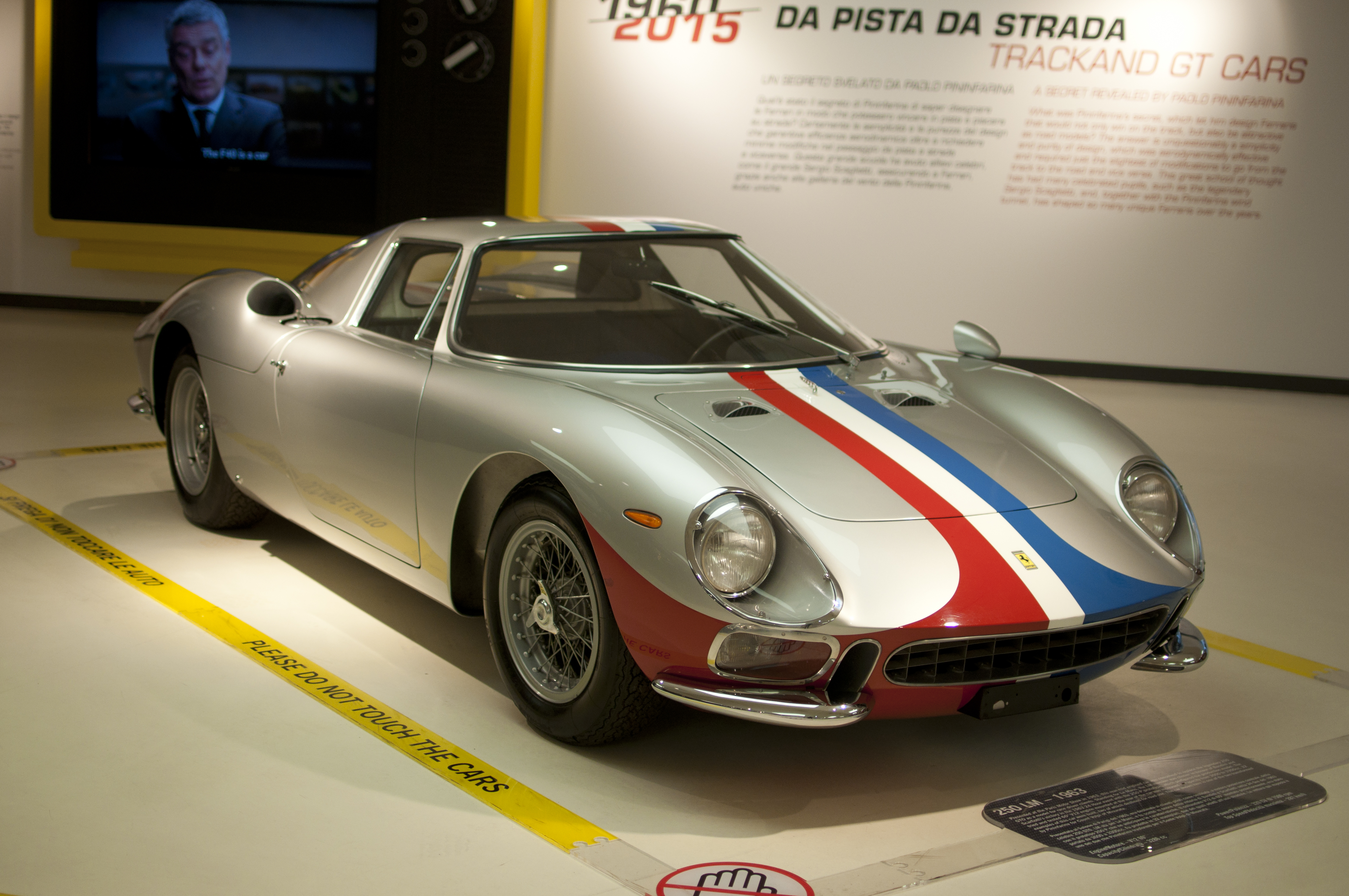
Ferrari 250LM

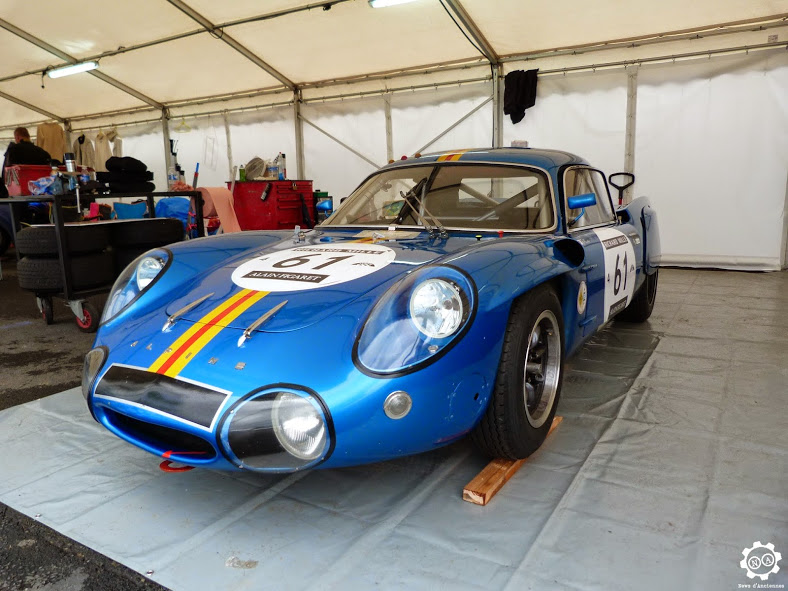
Alpine A210

Das sechste  1000-km-Rennen von Paris, auch 1000 km de Paris, Montlhéry, fand am 16. Oktober 1966 auf dem Autodrome de Linas-Montlhéry statt. Das Rennen zählte zu keiner Rennserie.

## Das Rennen
1962 und 1964 war das 1000-km-Rennen von Paris ein Wertungslauf der Sportwagen-Weltmeisterschaft. Seit ihrem Bestehen gab es auf dem gefährlichen und bei vielen Fahrern gefürchteten Autodrome de Linas-Montlhéry immer wieder fatale Unfälle. 1964 verunglückten bei einer Kollision während des Rennens Peter Lindner und Franco Patria tödlich. 1965 erhielt die Veranstaltung keinen Weltmeisterschaftsstatus mehr und wurde abgesagt. 1966 fand das Langstreckenrennen wieder statt, allerdings zählte es in diesem Jahr zu keiner Rennserie.
Drei französische Teams brachten Werkswagen nach Montlhéry. Matra Sports meldete zwei MS620, die von Jean-Pierre Jaussaud, Henri Pescarolo, Jean-Pierre Beltoise und Johnny Servoz-Gavin gefahren wurden. Beide Wagen fielen durch einen Zündungsschaden und einen Unfall früh im Rennen aus. Alpine meldete einen A210 und einen M64 sowie Ford France einen GT40 für Jo Schlesser und Richard Attwood. Zwei weitere Werkswagen kamen aus Großbritannien; die British Motor Corporation brachte zwei MGB an die Strecke.
Nach dem Ausfall der beiden Matura und der drei im Rennen befindlichen GT40 gab es eine sichere Führung und einen überlegenen Sieg von David Piper und Mike Parkes auf einem Ferrari 250LM.

## Ergebnisse

### Schlussklassement
| 1               | 5.0 | 26 | David Piper                | David Piper Mike Parkes                  | Ferrari 250LM     | 129 |
| 2               | 2.5 | 43 |                            | Jean-Pierre Hanrioud André Wicky         | Porsche 906       | 126 |
| 3               | 5.0 | 22 | Nob Neyret                 | Bob Neyret Jacques Terramorsi            | Ferrari 250 GTO   | 117 |
| 4               | 1.3 | 11 | Automobiles Alpine         | Roger Delageneste Jacques Cheinisse      | Alpine A210       | 115 |
| 5               | 1.6 |    |                            | Firmin Dauwe Fred Kehrmann               | Lotus Elan        | 113 |
| 6               | 5.0 | 38 |                            | Paul Vestey Carlos Gaspar                | Ferrari 275 GTB/C | 113 |
| 7               | 5.0 | 28 | Ecurie Francorchamps       | Pierre Noblet Gustave Gosselin           | Ferrari 250LM     | 112 |
| 8               | 1.6 |    | Chevron                    | Peter Gethin John Lepp                   | Chevron B3        | 111 |
| 9               | 1.3 | 9  | Automobiles Alpine         | Robby Weber Jean-François Piot           | Alpine M64        | 111 |
| 10              | 1.3 |    |                            | Jean Mazzanti Philippe Vidal             | Fiat-Abarth 1000  | 111 |
| 11              | 1.3 |    |                            | Alain Bertaut André Guilhaudin           | CD SP66B          | 108 |
| 12              | 2.5 | 33 | BMC                        | Roger Enever Alec Poole                  | MGB               | 106 |
| 13              | 2.5 | 31 | BMC                        | Julien Vernaeve Andrew Hedges            | MGB               | 102 |
| 14              | 1.6 |    |                            | Andreas Eichhorn Günther Kretschi        | Lotus Elan        |     |
| 15              | 1.6 |    |                            | Peter Mould Chris Ashmore                | Lotus Elan        |     |
| 16              | 1.3 |    |                            | Adam Potocki Claude Swietlik             | Marcos Mini GT    |     |
| 17              | 1.3 |    |                            | Jean-Louis Marnat Jean-Pierre Jabouille  | Marcos Mini GT    |     |
| Ausgefallen     |     |    |                            |                                          |                   |     |
| 18              | 2.5 | 39 |                            | Gerhard Koch Jochen Neerpasch            | Porsche 906       |     |
| 19              | 5.0 | 24 | Rivillon                   | Sylvain Garant Frank Ruata               | Ferrari 250 GTO   |     |
| 20              | 1.3 | 15 |                            | Guy Verrier Robert Bouharde              | Alpine A210       |     |
| 21              | 1.3 |    |                            | Pierre Lelong Georges Héligoin           | CD SP66B          |     |
| 22              | 1.3 |    |                            | Henri Grandsire Jean Vinatier            | Alpine A210       |     |
| 23              | 5.0 | 30 | Ecurie Francorchamps       | Mauro Bianchi Lucien Bianchi             | Ferrari 365P2     |     |
| 24              | 2.5 | 47 |                            | Jean Guichet Claude Ballot-Léna          | Porsche 906       |     |
| 25              | 2.5 | 51 |                            | Günter Klass Robert Buchet               | Porsche 906       |     |
| 26              | 5.0 | 32 | Jean Blaton                | Willy Mairesse Jean Blaton               | Ford GT40         |     |
| 27              |     | 35 | Matra Sports               | Jean-Pierre Jaussaud Henri Pescarolo     | Matra MS620       | 43  |
| 27              |     | 37 | Matra Sports               | Jean-Pierre Beltoise Johnny Servoz-Gavin | Matra MS620       | 14  |
| 28              |     | 19 |                            | John Moore Steve Neal                    | Austin-Healey     |     |
| 29              | 5.0 | 34 | Ford France                | Jo Schlesser Richard Attwood             | Ford GT40         |     |
| 30              | 5.0 | 36 | Mario Casoni               | Nino Vaccarella Mario Casoni             | Ford GT40         |     |
| 31              |     | 41 | Porsche Cars Great Britain | Mike De Udy Colin Davis                  | Porsche 906       |     |
| 32              |     | 45 |                            | Udo Schütz Hans Herrmann                 | Porsche 906       |     |
| Nicht gestartet |     |    |                            |                                          |                   |     |
| 33              |     | 49 |                            | Annie Soisbault Michel de Bourbon-Parma  | Porsche 906       | 1   |

1 zurückgezogen

### Nur in der Meldeliste
Zu diesem Rennen sind keine weiteren Meldungen bekannt.

### Klassensieger
| Klasse | Fahrer               | Fahrer            | Fahrzeug      | Platzierung im Gesamtklassement |
| ------ | -------------------- | ----------------- | ------------- | ------------------------------- |
| 5.0    | David Piper          | Mike Parkes       | Ferrari 250LM | Gesamtsieg                      |
| 2.5    | Jean-Pierre Hanrioud | André Wicky       | Porsche 906   | Rang 2                          |
| 1.6    | Firmin Dauwe         | Fred Kehrmann     | Lotus Elan    | Rang 5                          |
| 1.3    | Roger Delageneste    | Jacques Cheinisse | Alpine A210   | Rang 4                          |

### Renndaten
- Gemeldet: 33
- Gestartet: 32
- Gewertet: 17
- Rennklassen: 4
- Zuschauer: unbekannt
- Wetter am Renntag: unbekannt
- Streckenlänge: 7,784 km
- Fahrzeit des Siegerteams: 6:31:24,000 Stunden
- Gesamtrunden des Siegerteams: 129
- Gesamtdistanz des Siegerteams: 1004,136 km
- Siegerschnitt: unbekannt
- Pole Position: David Piper – Ferrari 250LM (#26) – 2:49,400
- Schnellste Rennrunde: Mike Parkes – Ferrari 250LM (#26)
- Rennserie: zählte zu keiner Rennserie